# Protorenaissance

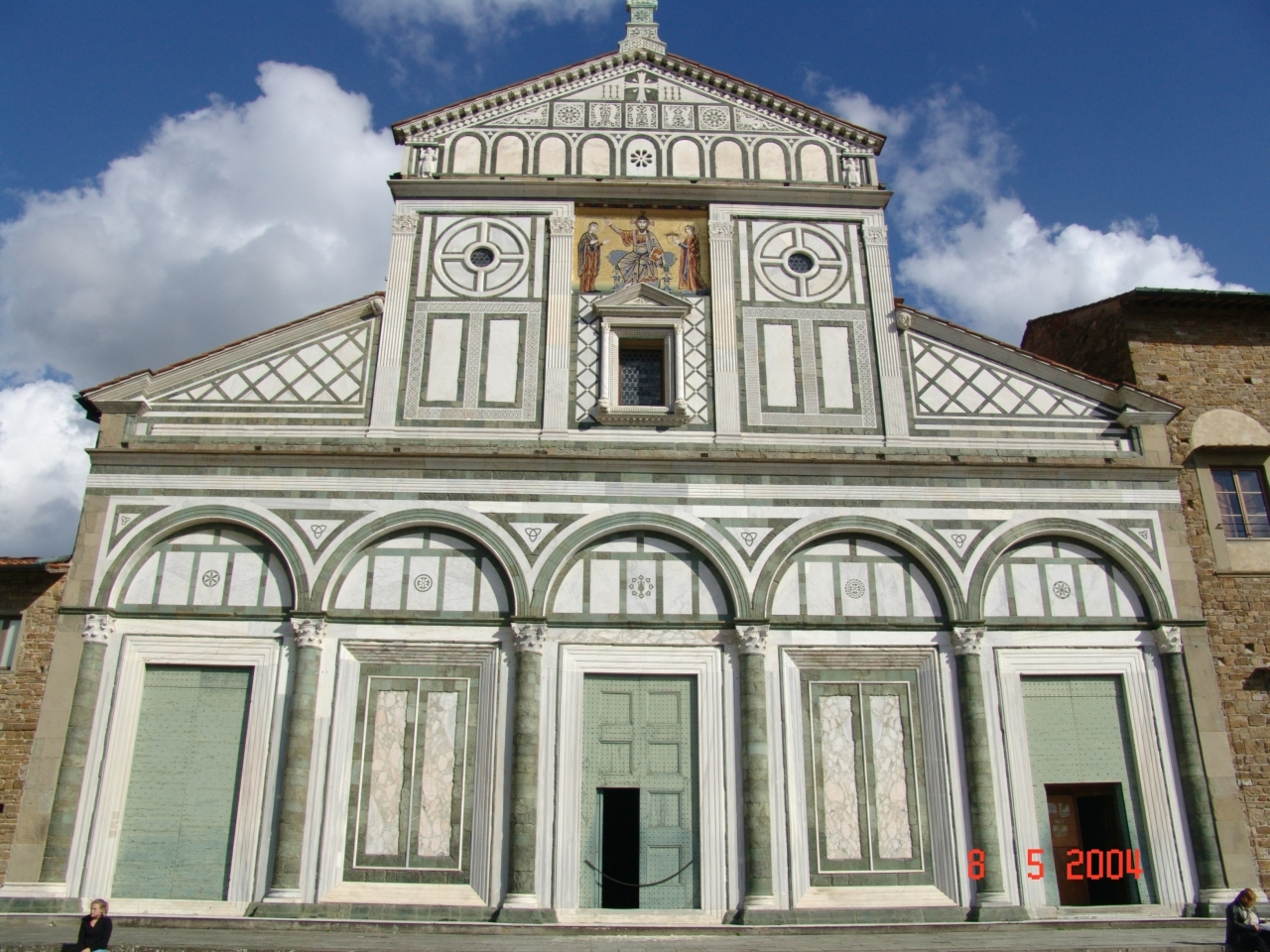
San Miniato al Monte (Florenz)

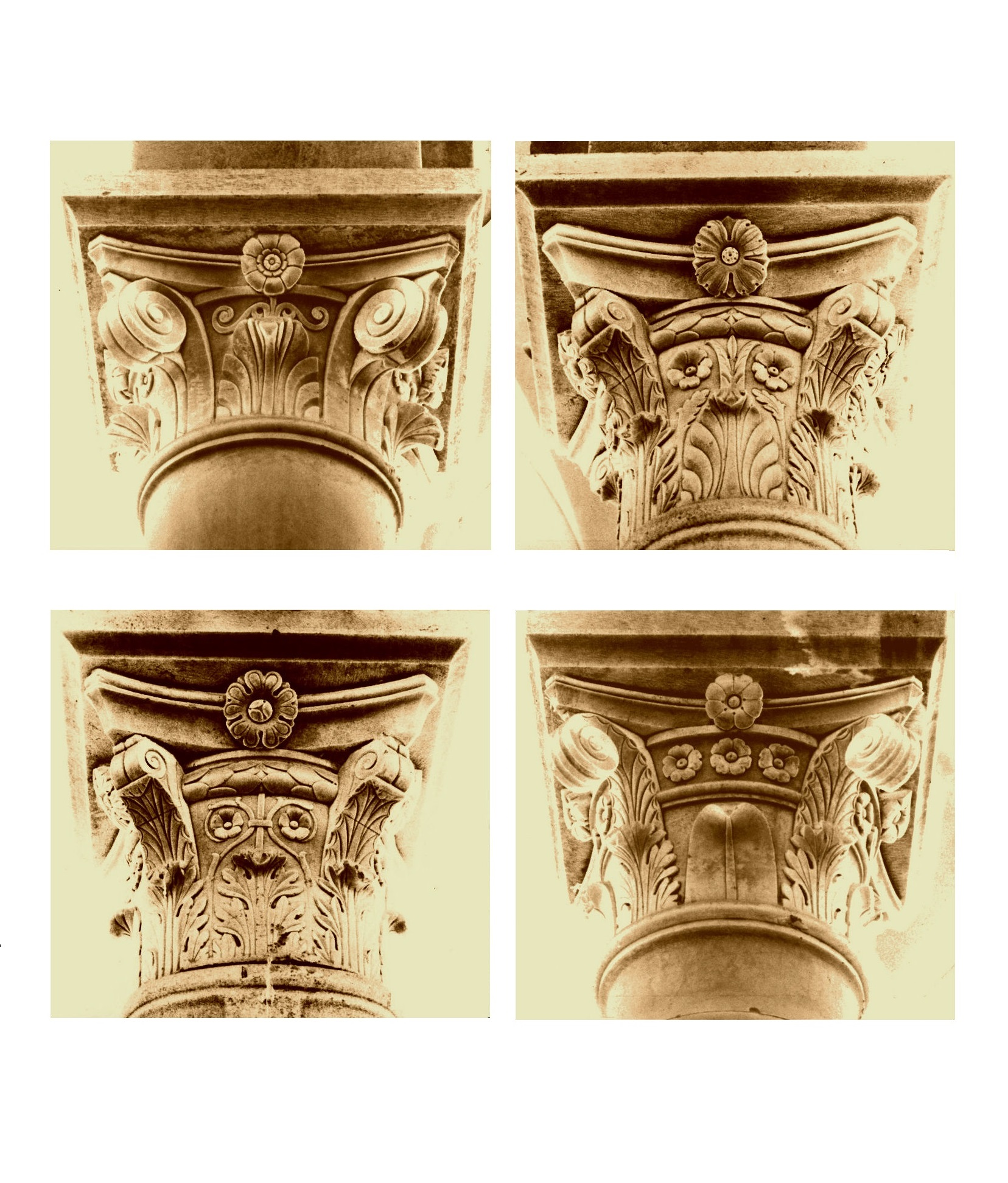
Sant’Alessandro Maggiore (Lucca). Mittelalterliche korinthisierende Kapitelle

Protorenaissance (auch Vorrenaissance) ist die Bezeichnung für eine Tendenz in Architektur, Malerei und Plastik im 11. und 12. Jahrhundert.
Erscheinungsgebiete der Protorenaissance waren hauptsächlich die Toskana und, weniger ausgeprägt, die Provence und Mittelitalien.  Der Begriff wurde vom Basler Kunsthistoriker Jacob Burckhardt (1818–1897) geprägt.
Kennzeichnend für die Protorenaissance ist die für die Zeit der Romanik in dieser Intensität ungewöhnliche Rückbesinnung auf antike Vorbilder, was sich u. a. in der Raumkonzeption oder der Marmorverkleidung (Inkrustation) von Gebäuden äußert, die konsequent römische Vorbilder nachahmt.
Diese Ideen wurden erst 400 Jahre später mit der Renaissance zum zentralen Gestaltungsthema. Es waren u. a. die Gebäude der Protorenaissance in Florenz, die Filippo Brunelleschi – einen der „Väter“ der Renaissance – zu seinen neuen Ideen inspirierten.
Die Kunstformen der Protorenaissance haben auch politische Bedeutung. Mit ihrer Verwendung wurde beispielsweise in Florenz eine deutlich sichtbare Gegenposition zum Kaisertum bezogen.  Florenz war eine guelfische Stadt, stand also auf Seiten des Papstes gegen den Kaiser, und das zeigte sich auch in der Architektur. Der Kaiser kam aus Deutschland und seine Architektur war die der Romanik. Und Florenz hat damals im 11. und 12. Jahrhundert mit seiner Vorrenaissance gegen diese herrschaftliche Reichsarchitektur des deutschen Kaisers Stellung genommen, indem es sich auf die italienische Antike bezog, also auf die Kunstformen der eigenen Geschichte.
Bekannte Beispiele sind in Florenz die Kirche San Miniato al Monte (ab 1013), das Baptisterium San Giovanni (Weihe 1059) und die Kirche Santi Apostoli (erste Erwähnung 1075) sowie in Pisa der Gebäudekomplex von Dom (ab 1063), Baptisterium  (ab 1152) und dem als Schiefen Turm von Pisa bekannten Campanile, und in Lucca die Kirche Sant’Alessandro Maggiore (erste Erwähnung 893), wobei die genannten Bauwerke auch der Romanik zugeordnet werden.